# Jan Veerkamp
Johannes Wilhelmus Theodorus (Jan) Veerkamp (Utrecht, 30 mei 1880 - Utrecht, 5 oktober 1975) was een Nederlands edelsmid. 

## Biografie
Jan Veerkamp bekwaamde zich in zijn jonge jaren als technisch tekenaar. Op dertienjarige leeftijd werd hij leerling bij edelsmederij J. van Roosmalen in Utrecht. In 1901 kwam hij, twintig jaar oud, als edelsmid in dienst bij de edelsmederij van J. Jonkergouw in ’s-Hertogenbosch. Daarna kwam hij te werken bij Edelsmidse Brom van Leo en Jan Eloy Brom in Utrecht. Aanvankelijk was hij daar zilversmid-monteur, later gedurende twaalf jaar werkmeester in de zilversmederij.
Na een langdurig conflict met de gebroeders Brom vestigde Jan Veerkamp zich in 1931 als zelfstandig edelsmid in Utrecht. De aartsbisschop van Utrecht verleende hem in februari 1931 toestemming om gouden en zilveren kerkelijk vaatwerk en sieraden te maken en te herstellen. Hij vervaardigde onder meer vele kelken en cibories, communiebankdeurtjes, kandelaars en verlichtingsluchters, tabernakeldeurtjes, monstransen, doopvontdeksel, crucifixen en bedieningsdoosjes. De twee bekendste werken zijn een preekstoel (1933) bestaande uit geelkoperen panelen in de Sint-Barbarakerk in Vreeswijk (nu Nieuwegein) en een cylindermonstrans uit 1939 voor dezelfde kerk.
Het Katholiek Documentatie Centrum in Nijmegen bewaart het archief van Jan Veerkamp, Dit bestaat uit foto's van zijn werken,  administratieve bescheiden en enkele persoonlijke documenten
Hij beëindigde zijn werkzaamheden als edelsmid op 74-jarige leeftijd. Hij overleed op 5 oktober 1975 in Utrecht.
Veerkamp trad in 1905 in het huwelijk met Alberta Hendrika Spaan, met wie hij 13 kinderen kreeg.
- RKD-Nederlands Instituut voor Kunstgeschiedenis: 481479